# Моралес, Хорхе Луис
Хорхе Луис Моралес (исп. Jorge Luis Morales; 7 августа 1960, Маракай, Арагуа, Венесуэла — 22 апреля 1992, Каракас, Венесуэла) — венесуэльский актёр кино, театра и телевидения.

## Биография
Окончил театральную школу под руководством известного венесуэльского актёра и режиссёра Гонсало Камачо. Дебютировал на театральной сцене в 1983 году в труппе театра «Grupo Rajatabla». Принимал участие в спектакле «Добрый человек из Сезуана» Бертольда Брехта и венесуэльских авторов Исаака Чохрона и Романа Чальбо. В 1984 году был награждён театральной премией «Открытие года». В 1990 году получил ещё одну театральную премию за роль Хлестакова в пьесе «Ревизор» по Н. В. Гоголю, который поставил режиссёр Адольф Шапиро. В 1986 году дебютировал на телеканале VTV в теленовелле «Viernes Negro», где главные роли играли Жан Карлос Симанкас и Мими Ласо. Основную часть недолгой телекарьеры (1991—1992) работал на телеканале «Веневисьон», на РКТВ.
В последние годы жизни был болен СПИДом. Моралес стал первым из публичных персон в Венесуэле, умерших от этой болезни. В 1992 году во время гастролей в Маракае (по другой версии, актёр простудился во время съёмок теленовеллы «El Desprecio», когда его и актрису Флор Нуньес по сюжету окатывали ледяной водой) заболел пневмонией, и его перевезли в Каракас. Там 22 апреля 1992 года актёр скончался в возрасте 31 года. Эта смерть вызвала большой скандал в Венесуэле, поскольку из-за связанных со СПИДом предрассудков врачи промедлили с оказанием экстренной медпомощи. Вскоре после смерти актёра в Венесуэле открыто заговорили о проблеме СПИДа.

## Фильмография
- Презрение (El Desprecio, сериал, 1991, RCTV)
- Коллапс (Colapso, телефильм, 1991, RCTV)
- О женщинах (De mujeres, телефильм, 1990, RCTV)
- Реванш (La Revancha, телесериал, 1989) — Грегорио Перальта № 2
- Марибель (Maribel, фильм, 1989, Venevision)
- Исключительно твоя (Invesanmente tuya, фильм, 1987, Venevision)
- Чёрная пятница (Viernes negro, телефильм, 1986, Venezolana de Television)